# Ризофоровые
Ризофоро́вые (лат. Rhizophoraceae) — семейство цветковых растений, распространённых в тропическом и субтропическом поясе Земли. Наибольшую известность из них получили мангровые растения рода ризофора (Rhizophora). Всего семейство состоит из примерно 120 видов, разбитых на 16 родов. Большинство видов произрастает в Старом Свете.
Растения этого семейства представляют собой деревья и кустарники с супротивным или мутовчатым расположением листьев (но не пересекающихся под прямым угром). Цветки с нектарным диском, обычно имеют 5 лепестков. У большинства видов цветки двуполые, и только в редких случаях однополые.
Опыляются ризофоровые насекомыми. В системе классификации APG II семейство входит в порядок Мальпигиецветные, хотя в более ранней классической классификации Кронквиста само считается порядком.
Мангровые виды, живущие на воде, являются живородящими.

## Роды

### Мангровые
- Bruguiera — Бругиера
- Ceriops — Цериопс
- Kandelia — Канделия
- Rhizophora — Ризофора

### Прочие
- Anopyxis
- Blepharistemma
- Carallia — Караллия
- Cassipourea — Кассипурея
- Comiphyton
- Crossostylis — Кроссостилис
- Dactylopetalum
- Gynotroches — Гинотрохес
- Macarisia — Макаризия
- Pellacalyx — Пеллакаликс
- Sterigmapetalum
- Weihea

## Синонимы
- Cassipoureaceae (J. Agardh)
- Legnotidaceae (Endl., nom. inval.)
- Macarisiaceae (J. Agardh)
- Paletuvieraceae (Lam. ex T. Post & Kuntze, nom. inval.)